# Oranžová
Oranžová (básnicky oranž) je barva, která se v barevném spektru nachází mezi červenou a žlutou, na vlnových délkách v rozsahu přibližně 585–620 nm.
Při subtraktivním míchání barev oranžová vzniká smícháním žluté s magentou (purpurovou).
Slovo pochází z francouzského orange, pomeranč, převzatého z arabštiny (narandž) východního původu (Persie, Indie).

## Využití a symbolika oranžové barvy
- Oranžová barva se někdy používá jako varování či zvýraznění podobně jako žlutá.
- Oranžová je národní barvou Nizozemska, neboť tamější vládnoucí dynastie má své počátky v nasavsko-oranžském rodu s původním sídlem ve francouzském městě Orange.

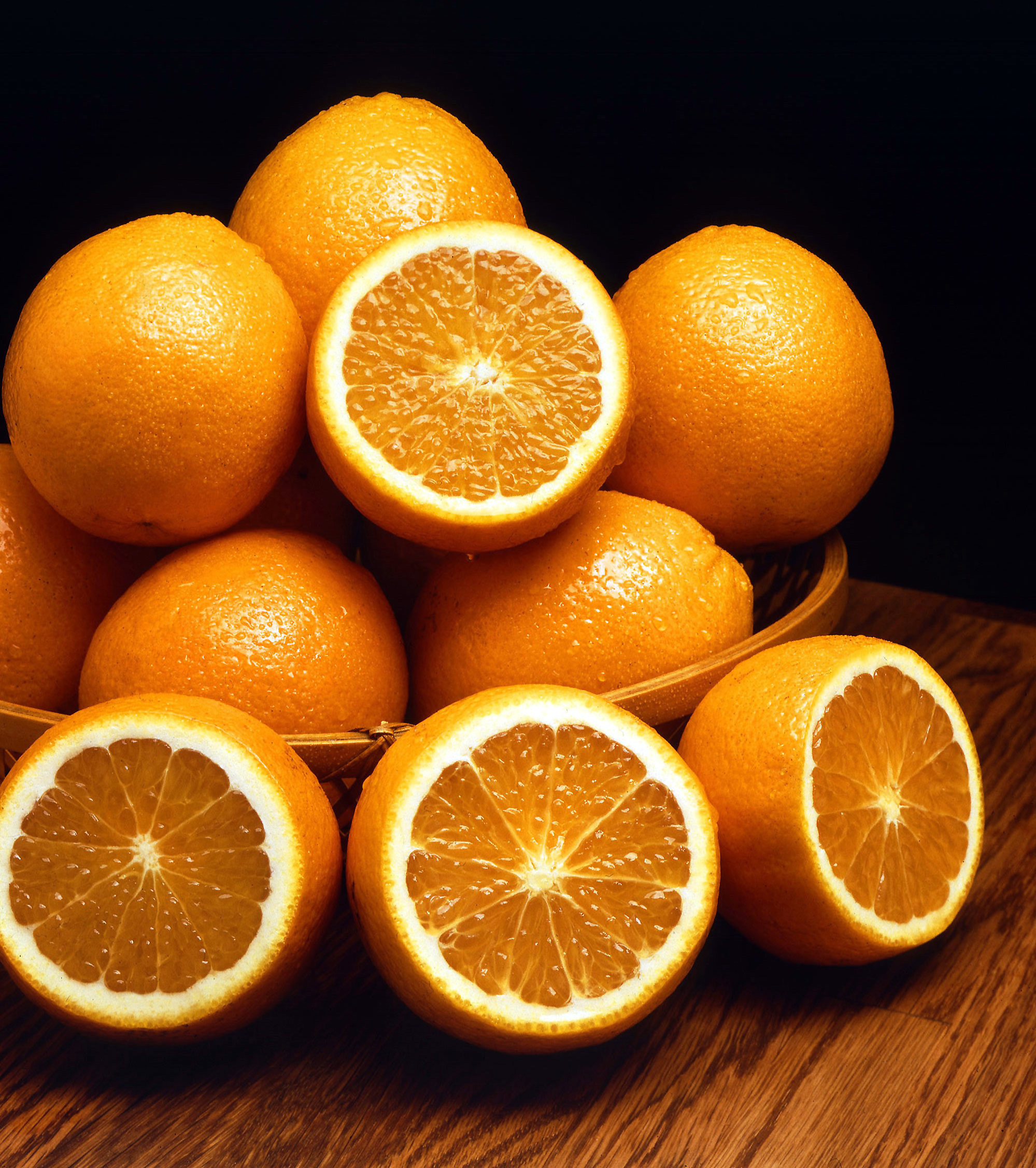
Pomeranče, typické oranžové ovoce, jež dalo název oranžové barvě

- Nizozemská národní mužstva (nejznámější je to fotbalové) používají oranžové dresy a jsou přezdívána Oranje – nizozemsky „oranžová“.

- V Severním Irsku se oranžovou barvou označují protestanti (viz Oranžský řád).
- Oranžová barva byla v roce 2004 symbolem tzv. oranžové revoluce na Ukrajině.
- V Indii oranžová barva označuje hinduismus.
- Oranžovou barvu používají jako svůj symbol židovští osadníci v Pásmu Gazy.
- V barevném značení odporů znamená oranžová barva číslici 3.
- Ve svém korporátním stylu používá oranžovou od roku 2003 jako „barvu energie a slunce“ energetická skupina ČEZ.[1]
- V Maďarsku používá oranžovou barvu strana Fidesz.
- V rámci českých politických subjektů byla oranžová barva spjata zejména s Českou stranou sociálně demokratickou.